# Mīr Ḩasan
Mīr Ḩasan (persiska: میر حسن) är en ort i Iran.   Den ligger i provinsen Kermanshah, i den västra delen av landet, 400 km sydväst om huvudstaden Teheran. Mīr Ḩasan ligger 1 350 meter över havet och antalet invånare är 143.
Terrängen runt Mīr Ḩasan är kuperad. Runt Mīr Ḩasan är det ganska tätbefolkat, med 58 invånare per kvadratkilometer. Närmaste större samhälle är Pelah Kabūd-e Soflá, 10,6 km sydost om Mīr Ḩasan. Omgivningarna runt Mīr Ḩasan är i huvudsak ett öppet busklandskap.